# 王昭荣
王昭荣（1930年11月—2018年2月5日），男，吉林扶余人，中华人民共和国政治人物，曾任江西省人民政府副省长，中共江西省委常委、政法委书记，江西省人大常委会副主任，第八届全国人大代表。:194